# Gornji grad – Medveščak
Gornji grad – Medveščak tradicionalni je dio grada i gradska četvrt u samoupravnom ustrojstvu Grada Zagreba. Gradska četvrt osnovana je Statutom Grada Zagreba 14. prosinca 1999., i obuhvaća dio samog centra grada tj. Gornji grad, Kaptol i predjele sjeverno od njega (istočno i zapadno od ulice Medveščak).
Po podacima iz 2011. površina četvrti je 10,13 km2, a broj stanovnika 30 962.
Četvrt obuhvaća, uz Gornji grad, razne predjele na obroncima Medvednice, kao što su Šalata i Tuškanac.
Pored kulturne i povijesne jezgre Gornjeg grada, u četvrti se nalazi niz parkova i park-šuma – Pantovčak, Zelengaj, Tuškanac, Jelenovac-Vrhovec, Orlovac i Remetski kamenjak.
U četvrti se nalazi i najpoznatije zagrebačko groblje, Mirogoj.

## Vijeće gradske četvrti Gornji grad – Medveščak
- predsjednik: nije izabran
- potpredsjednik: nije izabran

Vijeće gradske četvrti Gornji grad – Medveščak ima 11 zastupnika.
| lista | lista                                                                  | nositelj liste        | glasovi | postotak | mandati |
| ----- | ---------------------------------------------------------------------- | --------------------- | ------- | -------- | ------- |
|       | Možemo! – SDP                                                          | Miljenka Buljević     | 5044    | 46,60 %  | 6 / 11  |
|       | HDZ – Domovinski pokret – HSU – HSS                                    | Luka Bogdan           | 1688    | 15,59 %  | 2 / 11  |
|       | NL Marija Selak Raspudić                                               | Jasna Oreški          | 1473    | 13,60 %  | 2 / 11  |
|       | Zagreb United                                                          | Trpimir Goluža        | 813     | 7,51 %   | 1 / 11  |
|       | Jedino Hrvatska! – Domino – Hrvatski suverenisti – Blok za Hrvatsku    | Lovro Milaković       | 663     | 6,12 %   | 0 / 11  |
|       | NL Pavle Kalinić – Stranka umirovljenika – Umirovljenici zajedno – ZDS | Duschko-Ivan Schiebel | 491     | 4,53 %   | 0 / 11  |
|       | DO i SIP – GLAS – ORaH – Reformisti                                    | Zoran Kopić           | 424     | 3,91 %   | 0 / 11  |
|       | Blok umirovljenici zajedno – Plavi grad                                | Damir Lehpamer        | 228     | 2,10 %   | 0 / 11  |

## Galerija
- Ulaz u Mirogoj
- Stari ulični napis na kajkavskom jeziku.

## Vanjske poveznice
- Službene stranice grada Zagreba
- Službena web stranica Gradske četvrti